# ریک سانچز
ریچارد دنیل "ریک" سانچز (انگلیسی: Richard Daniel "Rick" Sanchez) شخصیت اصلی یک پویانمایی تلویزیونی و کمیکی شبکه Adult Swim به‌نام ریک و مورتی است.
ریک سانچز دانشمندی دیوانه-نابغه الکلی، دارای ظاهری با موهای آبی به‌هم ریخته، لباس آزمایشگاهی و بزاق بیرون ریخته از گوشه دهان است. جایستین رویلند خالق این شخصیت، به عنوان صداپیشه او ایفای نقش می‌کرد. به جاستین رویلند اتهامات جنسی وارد شد و از صداپیشگی این مجموعه اخراج شد. اما بعدها بی گناهی او ثابت شد که دیگر به این مجموعه جذاب برنگشت. و هم‌اکنون صدا پیشگی این شخصیت بر عهده ایان کاردونی می‌باشد.
ریک سانچز به دلیل اشاره به عنوان ریک C-137 شناخته می‌شود. جلد اول مجموعه کمیک ریک و مورتی داستان بعد C-132 را تعریف می‌کنند درحالی که اکثر شماره‌ها بعدی مربوط به ریک و مورتی C-137 است و همچنین بازی ویدیو pocket mortys مربوط به ریک و مورتی C-123 است. در انیمیشن سریالی ریک اند مورتی ریک سانچز باهوش‌ترین موجود جهان نامیده شده‌است.